# أرسينيو رودريغيز
أرسينيو رودريغيز هو موسيقي وملحن وكاتب أغاني كوبي، ولد في 31 أغسطس 1911 في ماتانزاس في كوبا، وتوفي في 31 ديسمبر 1970 في لوس أنجلوس في الولايات المتحدة بسبب ذات الرئة.

## وصلات خارجية
- أرسينيو رودريغيز على موقع ميوزك برينز (الإنجليزية)
- أرسينيو رودريغيز على موقع أول ميوزيك (الإنجليزية)
- أرسينيو رودريغيز على موقع ديسكوغز (الإنجليزية)